# Alim Zankichev
Alim Zankichev (1982 - 27 mars 2012), également connu sous le nom d'Amir Ubaida, est un chef islamiste qui opérait à l'intérieur de la république de Kabardino-Balkarie, en Russie. Activement recherché par Moscou, il était accusé de complicité dans l'assassinat du colonel Anatoly Kyarov, chef de la lutte contre le crime organisé en Kabardino-Balkarie, le 12 janvier 2008 à Naltchik. 

## Biographie
Il naît en 1982 dans le village de Verkhnyaya Zhemtala, dans la province de Kabardino-Balkarie.
En octobre 2005, une série d'attaques sont perpétrées contre plusieurs points stratégiques de Naltchik. Plus d'une centaine de combattants, majoritairement originaires de la capitale, se lancent à l'assaut de cibles symboliques. La responsabilité de l'Attaque de Naltchik, revendiquée par Le Front du Caucase basé en Tchétchénie, est imputée au chef rebelle Anzor Astemirov. Suspecté de complicité dans les attaques, Alim Zankichev devient la cible des autorités russes pour terrorisme en 2006.
En 2007, il est soupçonné d'être impliqué dans le meurtre d'un groupe de chasseurs. Le 12 janvier 2008, il est suspecté de complicité dans l'assassinat du colonel Anatoly Kyarov, à la tête de la lutte contre le crime organisé dans la province de Kabardino-Balkarie. L'attentat a été revendiqué par la branche kabardino-balkare de l'Émirat du Caucase, "État" autoproclamé visant à instaurer la charia dans plusieurs régions du Caucase du Nord.
En avril 2011, Dokou Oumarov, "émir" de l'Émirat du Caucase, nomme Alim Zankichev responsable de la branche kabardino-balkare de l'Émirat du Caucase en remplacement d'Asker Jappuev, éliminé par les forces de sécurité russes. Il perpètre une trentaine d'attaques contre des cibles policières qui incluent plusieurs meurtres d'agents des forces de l'ordre. 

## Décès
Alim Zankichev est décédé au cours d'un violent échange de tirs avec les forces de sécurité russes dans un immeuble à Naltchik le 27 mars 2012, malgré plusieurs tentatives de négociation et d'appels l'invitant à se rendre. Son décès a été confirmé par la branche kabardino-balkare de l'Émirat du Caucase.